# Хергет, Маттиас
Маттиас Хергет (нем. Matthias Herget; род. 14 ноября 1955, Аннаберг-Буххольц) — немецкий футболист, свипер, и тренер.
Всего в Бундеслиге провёл 237 матчей и забил 26 голов. Многолетний капитан «Юрдинген 05».

## Клубная карьера
Профессиональную карьеру начал в 1976 году в «Бохуме». Летом 1978 года Хергет переехал в клуб из Второй Бундеслиге - «Рот-Вайсс» из Эссена. В последние 3 сезона играл на позиции полузащитника и забил 36 голов.
В сезоне 1982/83 Маттиас перешёл в другой клуб из Второй Бундеслиги - «Юрдинген 05». В составе клуба он был бесспорным лидером. В сезоне 1985/86 помог команде взять бронзовые награды чемпионата. Также отыграл все 90 минут в победном финальном матче Кубка ФРГ 1984/85, в котором «Юрдинген 05» одолел мюнхенскую «Баварию» со счётом 2-1.
В 1989 году, в возрасте 33 лет, Хергет подписал контракт на один сезон с «Шальке 04». В 1990 году завершил карьеру игрока.
В сезоне 1997/98 был главным тренером клуба «Бохольт».

## Карьера за сборную
Дебют за сборную ФРГ состоялся 26 октября 1983 года в матче квалификации на Чемпионат Европы 1984 против сборной Турции, заменив Ханс-Петера Бригеля. Был включен в состав сборной на чемпионат мира 1986 года в Мексике, на которой ФРГ дошла до финала и проиграла Аргентине со счётом 2-3. Но на том „мундиале“ Маттиас сыграл только во втором матче групповой стадии против сборной Дании (0-2).
Тем не менее главный тренер сборной ФРГ Франц Беккенбауэр включил в сборную на домашний Чемпионат Европы 1988. Вместе с Юрген Колером составили крепкую оборону в сборной и помогли сборной дойти до полуфинала, тем самым завоевав бронзовые награды турнира. Всего за сборную Хергет провёл 39 матчей.

### Голы за сборную
| #  | Дата             | Место                       | Соперник     | Счёт | Результат | Турнир                  |
| -- | ---------------- | --------------------------- | ------------ | ---- | --------- | ----------------------- |
| 1. | 30 апреля 1985   | Страговский стадион, Прага  | Чехословакия | 4–0  | 5–1       | Квалификация на ЧМ 1986 |
| 2. | 25 сентября 1985 | Росунда, Стокгольм          | Швеция       | 2–0  | 2–2       | Квалификация на ЧМ 1986 |
| 3. | 5 февраля 1986   | Партенио, Авеллино          | Италия       | 1–1  | 2–1       | Товарищеский матч       |
| 4. | 14 мая 1986      | Сигнал Идуна Парк, Дортмунд | Нидерланды   | 3–1  | 3–1       | Товарищеский матч       |